# ヴェルムランド地方
ヴェルムランド地方（ヴェルムランドちほう、Värmland [ˈvæ̌rmland] ( 音声ファイル)）はスウェーデン中部スヴェアランドの地方の1つ。